# Flåmsbanen
Flåmsbanen (Flåmsbana) er en jernbane, der er en sidebane til Bergensbanen mellem Myrdal og Flåm i Norge. Hele banen ligger i Aurland kommune i Sogn og Fjordane fylke.
Flåmsbanen er en af de største seværdigheder i Norge og er kendt for at være en af de stejleste jernbaner i Europa. På de 20,2 km fra Flåm ved bunden af Aurlandsfjorden og op til Myrdal i fjeldene overvinder den en højdeforskel på 865,2 meter. Det svarer til en gennemsnitlig stigning på 55 ‰ eller 1 meter for hver 18 meter af banen. Undervejs er der 20 tunneler med en samlet længde på 5,7 km eller mere end en fjerdedel af banen.

## Strækning og tunneller
Flåmsbanen er 20,2 km lang, hvoraf de 5,7 km er fordelt på 20 tunneller. På vejen fra Flåm ved bunden af Aurlandsfjorden og op til Myrdal i fjeldene overvinder banen en højdeforskel på 865,2 meter med en største stigning undervejs på 55,6 ‰. Ifølge Gubberud har 80 % af strækningen en stigning på 55 ‰. Det svarer omtrent til en stigning på 1 meter for hver 18 meter af banen, hvilket gør banen til den næst stejleste normalsporede adhæsionsjernbane i Europa efter Hunsrückbahn i Tyskland.
Der er anlagt vendetunneller ind og ud af fjeldet i flere niveauer. De er nødvendige for at stigningerne ikke skal blive for voldsomme for almindelige tog. På grund af vendetunneller er der jernbanespor i fem "etager" i Flåmsdalen. Flåmsbanen kører i fire niveauer i Myrdalsleitet, Hylla, Baklia og Pinnelia, og ovenfor dem ligger Bergensbanens spor. Af de 20 tunneler blev de 18 bygget med håndkraft, hvor hver meter krævede omkring en måneds arbejde.
Flåmsbanen krydser Flåmselvi tre gange undervejs. I stedet for broer er elven ført i tunnel under jernbanesporet. Ved vandfaldet Kjosfossen er Kjosfoss kraftverk blevet anlagt for at producere strøm til banen. Desuden er der en station, hvor togene stopper, så passagererne kan besigtige vandfaldet.

## Historie

### Baggrund
Det første kendte initiativ til en jernbane i Nordaland og Sogn kom fra Hans A. T. Gløersen med en artikel i Bergensposten i 1871. I 1875 kom Jernbanekomiteen med en udredning, hvor det blev foreslået at forcere udbygningen af jernbanenettet til Bergen, Sørlandet, Romsdalen og Namsos indenfor de næste 15 år. Denne første skitse til en Bergensbane forudsatte sidebaner til Granvin og Sognefjorden, blandt andet af hensyn til trafikgrundlaget. Oprindeligt var det tanken, at sidebanen til Sognefjorden skulle ende i Gudvangen, idet et mindretal i komiteen dog foretrak, at en bane til Vestlandet skulle gå over Filefjell til Lærdal med dampskibsforbindelse til Bergen. Ved anlægget af Bergensbanen blev der bygget en fire kilometer anlægsvej med 17 hårnålesving op til Myrdal og videre til Ustevatn. Denne vej kunne benyttes med hest og vogn og gav landsbyerne adgang til Bergensbanen. Turister blev transporteret med hestevogn mellem Fretheim og Myrdal. Posten gik samme vej mellem dampskibene på fjorden og toget i Myrdal. Vatnahalsen hotell blev opført nedenfor Myrdal Station i 1896. Da Bergensbanen stod færdig i 1909 var forberedelserne til sidebaner mod Hardanger og Sogn i gang.
De første undersøgelser af et muligt tracé fandt sted i 1893. Oprindeligt blev det foreslået, at banen skulle være en smalsporet (1067 mm) kombineret adhæsions- og tandhjulsbane med en største stigning på 2,5 % for adhæsionsstrækningen og 10 % for tandhjulsstrækningen. I 1904 foreslog statsbanerne et alternativt forløb fra Voss via Stalheim til Gudvangen, med tandhjulsbane på det stejle stykke ved Stalheim. Samtidig blev der skitseret en billig løsning i form af et system med elektrisk køretøj på landevejen i Flåmsdalen kombineret med kabelbane op til Myrdal. I debatten blev Myrdal - Fretheim dog anset for at være bedre end Voss - Stalheim - Gudvangen, blandt andet på grund af den kortere linjeføring og bedre beliggenhed.
Etableringen af Flåmsbanen blev vedtaget af Stortinget 10. juni 1909 med udgangspunkt i løsningen med en tandhjulsbane op til Myrdal. Efter vedtagelsen blev der studeret baner i de schweiziske alper, blandt andet Berninabahn, Berner-Oberland, Locarno-Bignasco, Visp-Zermatt og Lausanne. Overingeniør Ferdinand Bjerke fandt at en ren adhæsionsbane var bedst. Anlægsomkostningerne blev anslået til 5,5 mio. kr. i 1913. I 1918 stod kabelbanen Fløibanen i Bergen færdig, og på baggrund af erfaringerne blev kabelbane igen vurderet som alternativ, uden at statsbanerne ændrede holdning. I stedet vedtog Stortinget i 1923, at banen skulle anlægges som en normalsporet adhæsionsbane med elektrisk drift. De anslåede omkostninger var i mellemtiden løbet op i 14,9 mio. kr., blandt andet på grund af generelle prisstigninger. Kritikere mente, at en busrute gennem Flåmsdalen ville være tilstrækkelig. Da elektrificeringen var færdig i 1944, var omkostningerne løbet op i 20 mio. kr.

### Anlæg
Anlægsarbejdet begyndte i 1923 og stod på indtil 1947. Overingeniør Peder Bernhard Kristiansen Lahlum var leder af anlægget af både denne bane og Hardangerbanen. Ole Didrik Lærum medvirkede som assisterende ingeniør. Antallet af medarbejdere var 300 på sit højeste, men varierede ellers omkring 200, med ned til 60-70 i kriseårene. I 1937 besøgte Willy Brandt, der var flygtning i Norge, og som kom lige fra den spanske borgerkrig, Flåm, og talte til arbejderne om den nazistiske fare.
Nogle af de største udfordringer var tunnelerne, og arbejdet med de længste blev sat i gang i 1924. Et stykke inde i den 888 meter lange vendetunnel Vatnahalsen-tunnel er der en åbning i tunnelvæggen. Dette sted kaldes for Hylla. Oprindeligt var det ikke meningen, at der skulle være en åbning, men væggen ville blive så tynd, at ingeniørerne mente, at det var sikrest at sprænge den ud, hvorefter også det store stykke fjeld ovenover blev sprængt væk. Ved den øvre indgang til tunnelen er fjeldet så stejlt, at arbejderne til at begynde med måtte hejses ned med reb. Tracëen har her tre niveauer: Myrdalsleitet, Hylla og Baklia. Regner man Pinnelia med, går banen i fire etager øverst i dalen. I begyndelse blev der brugt store arbejdsheste til trække stenmasserne ud af tunnelen. Senere anskaffedes der et benzindrevet lokomotiv, men på grund af dårlig ventilation kunne lokomotivet efterhånden ikke bruges i den lange tunnel. Arbejdet med Vatnahalsen-tunnelen tog ti år, mens man behøvede elleve ved Blomheller og Nåli. I Nåli og Vatnahalsen tog man maskinboring i brug, mens de andre tunneler blev udboret med håndkraft. To mand omkom under arbejdet. Sporlægningen begyndte i efteråret 1936.
10. april 1940 blev banen forberedt til sprængning for at forhindre tysk fremrykning, efter at den tyske invasion af Norge var begyndt dagen før. Blomheller-tunnelen blev sprængt, og norske styrker ved Myrdal trak ned til Flåm. Vatnahalsen hotell brændte to dage efter, at en gruppe tyske ingeniørsoldater blev forlagt dertil. Sporlægningen blev forceret i juli-august 1940 med en arbejdsstyrke på omkring 200 mand. Banen blev åbnet for drift med damplokomotiver i august 1940 efter pres fra besættelsesmagten. Almindelig persontrafik startede 10. februar 1941. Togene brugte 1 time og 5 minutter på turen fra Myrdal ned til Flåm og 15 minutter mere på turen op. I juni 1941 bestemte Arbeidsdepartementet, at banen skulle hedde Flåmsbana. I oktober 1944 blev banen elektrificeret. Strømmen kom fra Kjosfoss kraftverk, der ligger lige ved Kjosfossen Station, der blev bygget af NSB til samme formål. Kraftværkets gulv blev lagt i niveau med sporet, så ting kunne transporteres lige ind. Stationen blev taget i brug 27. oktober 1944, og nogle uger efter fulgte den elektriske drift af Flåmsbanen. På grund af krigen skete der ikke nogen officiel indvielse af banen dengang, så i stedet foretog man ën ved 40 års jubilæet i 1980.

### Drift
I den første tid benyttede damplokomotiverne tre forskellige bremsesystemer. Skinnebremsen trykkedes mod skinnerne for at skabe mere friktion. Modtryksbremsen fungerede ved, at dampmaskinen kørte baglæns og fungerede som en kompressor. Bremseeffekten regulerede med en skrueventil, mens cylindrene blev kølet med vand. De elektriske tog blev bygget til både Flåmsbanen og Hardangerbanen. Akseltrykket var begrænset til 12 tons, hvorfor lokomotiverne blev relativt korte.
I 1950'erne transporteredes omkring 115.000 passagerer om året. På den tid lancerede NSB tilbuddet Norway in a Nutshell for turister i Voss og senere også for Bergen og Oslo. I 1970'erne var det årlige passagertal steget til omkring 175.000, bland andet som følge af arbejdet med kraftværker ved Aurlandselvi. I 1990'erne transporteredes op mod 300.000 passagerer om året. I 1980'erne blev der indsat togsæt, der kunne køre direkte fra Bergen til Flåm med henblik på turisttrafikken om sommeren.
Indtil 1977 var Flåmsbanen central for postvæsenets distribution i Sogn. Landbrugsprodukter og levende dyr blev også sendt med banen. Ved udbygningen af kraftværket i Årdal blev der transporteret store mængder gods med Flåmsbanen, der siden blev omlastet til skib. Også udbygningen af kraftværkerne i Aurland gav anledning til godstrafik på Flåmsbanen.
Siden 1. marts 1998 er Flåm Utvikling AS, der ejes af de lokale kommuner og fylkeskommunen, ansvarlig for persontrafikken på banen med NSB som operatør. Banen er ikke fjernstyret. Berekvam Station er betjent, for at tog kan krydse der.
Flåmsbanen har i dag kun beskeden betydning som almindelig jernbane. I stedet er det turisttrafikken i sommerhalvåret, der giver de allerstørste indtægter. Banen går gennem dramatisk natur og passerer flere vandfald, blandt andet Kjosfossen. I 2005 var banen den femtemest besøgte seværdighed i Norge med 408.900 betalende passagerer. Pr. 2015 ligger det årlige passagertal på 700.000. I sommersæsonen er kapaciteten fuldt udnyttet i dagtimerne.
Ved oversvømmelserne 28.-29. oktober 2014 skete de største skader på banelegemet siden åbningen. Kabler og andre dele fik også store skader. Som følge heraf var trafikken indstillet i omkring fire uger.

## Flåmsbanemuseet
I den gamle stationsbygning i Flåm er der indrettet et museum med gammelt udstyr og materiel fra anlægget af både Flåmsbanen og Bergensbanen. Der er gratis adgang for banens passagerer.